# Mandiana (Präfektur)

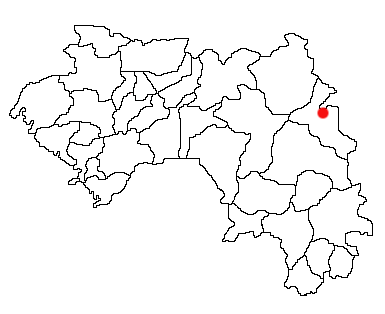
Lage von Stadt und Präfektur Mandiana in Guinea

Mandiana ist eine Präfektur in der Region Kankan in Guinea mit etwa 158.000 Einwohnern. Wie alle guineischen Präfekturen ist sie nach ihrer Hauptstadt, Mandiana, benannt.
Die Präfektur liegt im Osten des Landes, grenzt an Mali und die Elfenbeinküste und umfasst eine Fläche von 12.950 km².

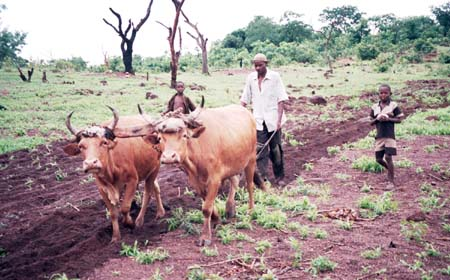
Traditionelle Landwirtschaft in Mandiana